# Alain Schmitt
Alain Schmitt (Forbach, 2 de noviembre de 1983) es un deportista francés que compitió en judo. Ganó una medalla de bronce en el Campeonato Mundial de Judo de 2013, en la categoría de –81 kg.

## Palmarés internacional
| Campeonato Mundial | Campeonato Mundial      | Campeonato Mundial | Campeonato Mundial |
| Año                | Lugar                   | Medalla            | Categoría          |
| ------------------ | ----------------------- | ------------------ | ------------------ |
| 2013               | Río de Janeiro (Brasil) | Medalla de bronce  | –81 kg             |